# 韋斯尼亞內 (文尼察州)
48°28′31″N 28°6′17″E / 48.47528°N 28.10472°E
韋斯尼亞內（羅馬化：Vesniane）是位於烏克蘭西南部的村莊，由文尼察州莫希利夫-波季利斯基區切爾尼夫齊市鎮負責管轄。該村始建於1962年，面積0.6平方公里，海拔高度205米，2001年人口215，人口密度每平方公里356.55人。